# Ragh (huyện)
Ragh là một huyện thuộc tỉnh Badakhshan, Afghanistan. Dân số thời điểm năm 1999 là 37,443 người.